# Mitropacup 1990
De Mitropacup 1990 was de 49e editie van deze internationale beker.
De Mitropacup van het seizoen 1989-90 was wederom een minitoernooi, die van 17 mei tot en met 21 mei in de Italiaanse regio Apulië plaatsvond. De zes clubs uit Italië, Hongarije, Joegoslavië en Tsjechoslowakije kwamen tegen elkaar uit in twee groepen van drie clubs en de winnaars van beide groepen speelden de finale.
 Groep A 
| Club         | Land                 | Uitslagen | Land                 | Club            |
| ------------ | -------------------- | --------- | -------------------- | --------------- |
| AS Bari      | Vlag van Italië      | 3-0       | Vlag van Joegoslavië | Radnicki Nis    |
| AS Bari      | Vlag van Italië      | 3-0       | Vlag van Hongarije   | Pécsi Munkás SC |
| Radnicki Nis | Vlag van Joegoslavië | 1-0       | Vlag van Hongarije   | Pécsi Munkás SC |

 Klassement 
| Plaats | Club            | W : w - g - v | Punten | Doelsaldo |
| ------ | --------------- | ------------- | ------ | --------- |
| 1      | AS Bari         | 2 : 2 - 0 - 0 | 4      | 6-0       |
| 2      | Radnicki Nis    | 2 : 1 - 0 - 1 | 2      | 1-3       |
| 3      | Pécsi Munkás SC | 2 : 0 - 0 - 2 | 0      | 0-4       |

 Groep B 
| Club         | Land              | Uitslagen | Land                 | Club         |
| ------------ | ----------------- | --------- | -------------------- | ------------ |
| Genoa CFC    | Vlag van Italië   | 0-0       | Vlag van Tsjechië    | Slavia Praag |
| Genoa CFC    | Vlag van Italië   | 6-0       | Vlag van Joegoslavië | NK Osijek    |
| Slavia Praag | Vlag van Tsjechië | 2-0       | Vlag van Joegoslavië | NK Osijek    |

 Klassement 
| Plaats | Club         | W : w - g - v | Punten | Doelsaldo |
| ------ | ------------ | ------------- | ------ | --------- |
| 1      | Genoa CFC    | 2 : 1 - 1 - 0 | 3      | 6-0       |
| 2      | Slavia Praag | 2 : 1 - 1 - 0 | 3      | 2-0       |
| 3      | NK Osijek    | 2 : 0 - 0 - 2 | 0      | 0-8       |

 Finale 
| Datum, Plaats | WINNAAR | Land            | Uitslagen | Land            | FINALIST  |
| ------------- | ------- | --------------- | --------- | --------------- | --------- |
| 21 mei, Bari  | AS Bari | Vlag van Italië | 1-0       | Vlag van Italië | Genoa CFC |

1927 · 1928 · 1929 · 1930 · 1931 · 1932 · 1933 · 1934 · 1935 · 1936 · 1937 · 1938 · 1939 · 1940 · 1951 · 1955 · 1956 · 1957 · 1958 · 1959 · 1960 · 1961 · 1962 · 1963 · 1964 · 1965 · 1966 · 1967 · 1968 · 1969 · 1970 · 1971 · 1972 · 1973 · 1974 · 1975 · 1976 · 1977 · 1978 · 1980 · 1981 · 1982 · 1983 · 1984 · 1985 · 1986 · 1987 · 1988 · 1989 · 1990 · 1991 · 1992